# 卡恩庫拉克河
卡恩庫拉克河（烏克蘭語：Каїнкулак），是烏克蘭的河流，位於該國東南部，屬於托克馬克河的右支流，發源自新波爾塔夫卡附近，流經扎波羅熱州，河道全長21公里，流域面積182平方公里。